# Garfågel
Garfågel (Pinguinus impennis) var en fågelart tillhörande familjen alkor. Garfågeln kunde inte flyga men den var mycket skicklig på att dyka och den var en havslevande fågel vars hemvist var norra Atlanten. Den dog ut under 1800-talet på grund av alltför intensiv jakt. Den jagades främst för sitt kött och sitt dun, men även för sitt skinn och fett. Insamling av ägg bidrog också till att bestånden minskade. De två sista säkert identifierade exemplaren dödades den 3 juli 1844 på ön Eldey utanför Islands kust. Det finns några obekräftade uppgifter att garfågel skulle ha observerats ännu något tiotal år senare. Idag finns uppstoppade exemplar av garfågeln i åtskilliga museer.
Garfågeln var den största arten i familjen alkor. Med en längd på 75–85 cm och en vikt på ungefär 5 kg var den ungefär lika stor som en gås och mycket större än någon nu levande alka. Den var också den enda in i modern tid överlevande arten i släktet Pinguinus, en fågelgrupp som tidigare omfattat ytterligare en stor flygoförmögen alka, Pinguinus alfrednewtoni, som levde i Atlanten. 
Garfågeln häckade på isolerade klippöar i norra Atlanten, nära till födorika vatten, vilket är en sällsynt biotop varför det bara fanns ett fåtal häckningsplatser. Utanför häckningstiden födosökte den i vattnen i norra Atlanten, söderut till New England och norra Spanien och norrut till Kanada, Grönland, Island och Norge.

## Utseende

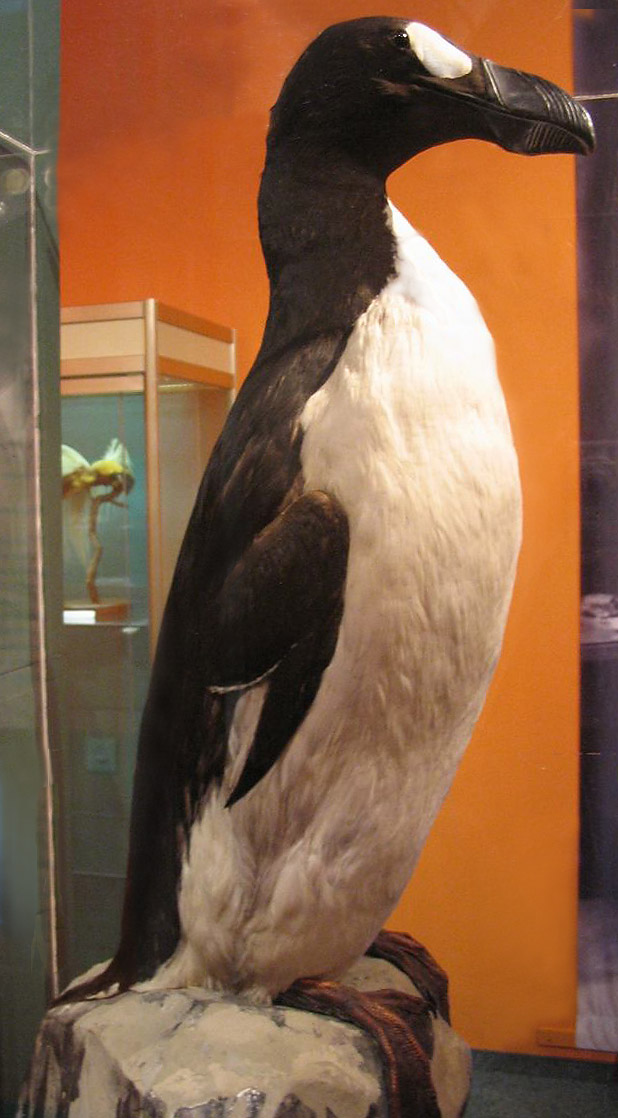
En uppstoppad garfågel på museum.

Till sin fysionomi liknade garfågeln tordmulen, dess närmsta nu levande släkting, men skilde sig bland annat genom sin större storlek och genom de små tillbakabildade vingarna som resulterade i dess oförmåga att flyga. Garfågeln var 75–85 cm lång och vägde cirka 5 kg. Kroppen var strömlinjeformad. Den hade ett tjockt lager av underhudsfett och skelettet var, till skillnad från de flesta andra fåglars, inte ihåligt. Vingarna var 15 cm långa och de korta vingarna gjorde att garfågeln inte kunde flyga. Å andra sidan var den en mycket god simmare, vilket var viktigt när den jagade. Benen var korta och ansatta långt bak på kroppen. Den hade en mycket grov och lång svartgrå näbb med lutande vertikala räfflor på övre och undre halvan i en spetsig vinkel framåt. Könen var lika i fjäderdräkten. Ovansidan var glänsande svart och undersidan vit. Under sommaren hade den en större vit fläck över respektive öga. Denna fläck ersattes på vintern av ett vitt band mellan ögonen. På sommaren var också strupen svartbrun, men under vintern var strupen vit. Spetsen på armpennorna var också vit.

## Biotop och utbredning
Garfågelns främsta biotop utgjordes av fiskrika havsvatten. Innan den började jagas i större omfattning var den mycket talrik i Norra ishavets södra delar, i norra Atlanten och i Nordsjön. I största mängd förekom väl garfågeln vid Island och Newfoundland, vars av rasande bränningar omgivna små klippöar och skär beredde den trygga häckplatser. För att kunna ta sig i land krävde den en svagt sluttande strand och som häckningsplats föredrog den klippiga öar. Dessa preferenser utgjorde en stark begränsande faktor för lämpliga häckningslokaler. Troligen har det aldrig funnits mer än ett tjugotal öar med garfågelkolonier, varav åtta nu är kända, bland annat öar utanför Skottland, Newfoundland, Färöarna och Island. En koloni kunde bestå av tusentals individer. På Funk Island utanför Newfoundland kunde man i mitten av 1700-talet hitta uppemot 100 000 par som stod tätt ihop och ruvade sina ägg.

## Ekologi
Med undantag för häckningsperioden levde den på och i havet. På klipporna satt den i upprätt ställning och dök, då fara hotade, huvudstupa ned i havet. De relativt små men starka vingarna var anpassade för dykning. Fågeln simmade och dök med ypperlig färdighet, fortare än en båt kan ros. Fötterna fungerade främst som roder. Den kunde vara under vattnet i upp till 15 minuter och dyka 150 meter ner. På land rörde de sig så långsamt att man lätt kunde gå ifatt dem.

### Föda
Garfågeln fann som andra alkor sin föda i havet. Favoritbytet var fisk (till exempel lodda och atlantisk menhaden) och kräftdjur. 

### Häckning
Garfågeln lade ett ägg som mätte 120–130 mm, direkt på klippan. Paret ruvade ägget gemensamt, och efter kläckningen fördes ungen snart ut i vattnet. Garfågeln var i första hand en kolonihäckare.

## Garfågeln och människan
Ända sedan 900-talet finns det dokumenterat hur garfåglar jagats för köttets och äggens skull. Benrester som hittats i närheten av mänskliga bosättningar tyder på att garfåglar jagats i flera tusen år av maritima arktiska ursprungsfolk. Arkeologiska undersökningar i Nordamerika tyder på att garfågeln var en viktig del i de kulturer som samexisterade med fågeln, både som föda och som symbol. Många av de tidiga maritima arkaiska folken begravdes med garfågelben och i en grav som daterats till omkring 1900 f.Kr. fann man en person begravd täckt av mer än 200 garfågelnäbbar, som man tänker sig ingick i en mantel som sytts av garfågelskinn.
Tidiga europeiska upptäcktsresande till Amerika använde garfågeln som praktisk mat och som bete vid fiske, vilket reducerade bestånden. De europeiska flottorna som fiskade och jagade säl och val utanför Newfoundland använde garfågelkött och ägg som föda och garfågelfett som bränsle vid matlagningen. Garfågeln betraktades som välsmakande, och den fångades i stora mängder eftersom dess oförmåga att flyga gjorde den lättfångad på land. Då den inte kunde flyga, drev man fåglarna flockvis antingen in i löst uppstaplade lådor eller direkt i båtar eller ombord på fartyg, där de sedan slogs ihjäl.
I Europa var fågelns dun mycket eftertraktat och under 1400-talet hade populationen på den europeiska sidan av Atlanten i stort sett utplånats, främst på grund av dunet, vilket användes som stoppning till madrasser och kuddar. Efter att i stort sett alla ejdrar i slutet av 1700-talet av samma anledning gått samma öde till mötes på den nordamerikanska Atlantsidan gick dunföretagen och fjäderhandlarna även där över till garfågel, vilket blev dödsstöten för den sista stora nordamerikanska garfågelkolonin. Senare har även skinnet från garfåglar varit eftertraktat och betingat höga priser.
Vetenskapsmän insåg snart att garfågeln höll på att försvinna och flera miljöskyddslagar instiftades med tanke på den. Men det visade sig att det inte var tillräckligt. Garfågelns tilltagande sällsynthet ökade också intresset hos europeiska museer och privata samlare för att skaffa sig ägg och skinn av den. 
Från Norge försvann garfågeln redan under medeltiden. Det sista dokumenterade fyndet i Sverige är från Mollösund i Bohuslän den 18 december 1783. Grönland miste sina sista garfåglar omkring 1815. Från Brittiska öarna försvann den omkring 1813 och det sista kända exemplaret där föll offer för lokala fiskare på St Kilda vid Yttre Hebriderna 1840. De sista kolonierna fanns på Geirfuglasker (som betyder Garfågelskäret), några klippiga, svårtillgängliga småöar utanför Island. Den mest svårtillgängliga av dessa öar utplånades dock av ett vulkanutbrott i mars 1830, varvid fåglarna flyttade till ön Eldey, där det vid vissa väder var möjligt för människor att ta sig i land och där världens sista säkert dokumenterade par av garfåglar fångades och dödades den 3 juli 1844. Detta satte stopp för det sista kända häckningsförsöket. Efter detta finns det endast obekräftade rapporter om enstaka kringflackande individer som fångats eller siktats, den senaste 1852. Enligt denna obekräftade rapport skulle en fågel som påminde om en garfågel ha siktats vid Grand Banks 1852, vilket också IUCN har noterat.
Idag finns uppstoppade exemplar av garfågeln i åtskilliga museer. På 1860-talet anträffade man vid Newfoundland massor av ben och flera naturliga mumier av denna fågel, vilka senare bibehållit sig i torv och is. Ben från garfåglar finns också bevarade på ett flertal naturhistoriska museer.

### Etymologi
Garfågeln ska ha fått sitt namn ifrån fornnordiskans geirr vilket betyder spjut och det skulle syfta på fågelns långa näbb. På norska och isländska är namnet fortfarande geirfugl.
Garfågeln kallades ursprungligen av engelska sjömän för penguin (grand pingouin är än idag det franska namnet för garfågeln och petit pingouin namnet på den besläktade tordmulen). Detta finns nedskrivet av en engelsman vid namn Parkhurst som beskrev jakten av garfågeln runt Newfoundland redan 1578. Senare när engelsmännen stötte på de fåglar vi idag kallar pingviner så användes samma benämning även på dessa stora, svartvita havsfåglar som inte heller kunde flyga. Däremot är det omdiskuterat vad ordet pingvin från början betyder eller kommer ifrån; en teori är att det är av kymriskans pen gwyn (”vitt huvud”) och ska då syfta på den vita fläcken på garfågelns huvud. Garfågelns vetenskapliga namn är Pinguinus impennis där impennis betyder "utan vingar".